# Soddy-Daisy
Soddy-Daisy es una ciudad ubicada en el condado de Hamilton en el estado estadounidense de Tennessee. En el Censo de 2010 tenía una población de 12.714 habitantes y una densidad poblacional de 209,45 personas por km².

## Geografía
Soddy-Daisy se encuentra ubicada en las coordenadas 35°15′42″N 85°10′20″O / 35.26167, -85.17222. Según la Oficina del Censo de los Estados Unidos, Soddy-Daisy tiene una superficie total de 60.7 km², de la cual 58.57 km² corresponden a tierra firme y (3.51%) 2.13 km² es agua.

## Demografía
Según el censo de 2010, había 12.714 personas residiendo en Soddy-Daisy. La densidad de población era de 209,45 hab./km². De los 12.714 habitantes, Soddy-Daisy estaba compuesto por el 96.94% blancos, el 0.69% eran afroamericanos, el 0.39% eran amerindios, el 0.32% eran asiáticos, el 0.01% eran isleños del Pacífico, el 0.58% eran de otras razas y el 1.06% pertenecían a dos o más razas. Del total de la población el 1.61% eran hispanos o latinos de cualquier raza.